# 카를로스 안드레스 산체스
카를로스 안드레스 산체스 아르코사(스페인어: Carlos Andrés Sánchez Arcosa, 1984년 12월 2일 ~ )는 우루과이의 축구 선수로 포지션은 공격형 미드필더이다. 현재는 캄페오나투 브라질레이루 세리이 A의 산투스 소속으로 뛰고 있다.
PES2019 게임 상 캐릭터에는 산소탱크라는 능력이 있어 경기 내내 끊임 없이 뛰어다니는 모습을 볼 수 있다.